# ساكاي كوبو
ساكاي كوبو (باليابانية: 久保栄) (28 ديسمبر 1900، سابورو في اليابان - 15 مارس 1958)؛ مؤلِّف، كاتب مسرحي، مترجم، رائد وروائي ياباني. درس في جامعة طوكيو.